# 李晓杰
李晓杰（1971年4月—），女，吉林怀德人，汉族，中国共产党党员。中华人民共和国政治人物。曾任吉林省纪委副书记、吉林省教育厅厅长。吉林省松原市委书记。2025年7月转任吉林省审计厅党组书记，主管省审计厅全面工作。